# So I'm a Spider, So What?
So I'm a Spider, So What?, aussi connue au Japon sous le nom Kumo desu ga, nani ka? (蜘蛛ですが、なにか?, Kumo desu ga, nani ka?, litt. « Bon, je suis une araignée, et alors ? (ou  plus simplement) “Je suis une araignée, et alors ?”»), est une série de light novel japonais écrite par Okina Baba. Publiée à l'origine en ligne sur le site Shōsetsuka ni narō, la série est éditée par Kadokawa avec des illustrations de Tsukasa Kiryu depuis décembre 2015. 
Une adaptation en manga d'Asahiro Kakashi est prépubliée dans le Young Ace Up de Kadokawa ; Pika Édition publie la version française depuis septembre 2020. Une adaptation en une série télévisée d'animation est diffusée du 8 janvier 2021 au 3 juillet 2021.

## Synopsis
Lors d'un long combat acharné entre le héros et le roi démon d'un monde de fantasy, leur puissance magique était si intense qu'elle traversa un autre monde et forma une gigantesque explosion dans une salle de classe, tuant tous les élèves à l'intérieur ainsi que leur professeur. Ces derniers sont tout de suite réincarnés dans ce monde, tandis que certains devenaient des princes ou des prodiges, d'autres n'étaient pas aussi chanceux.
La protagoniste, qui était la plus antisociale du groupe, découvre qu'elle s'est réincarnée en une araignée au sein d'un donjon rempli de créatures vicieuses. Se situant actuellement au bas de la chaîne alimentaire, elle doit s'adapter à cette nouvelle situation avec une grande détermination afin de survivre dans un monde qui lui est inconnu. Elle traverse ainsi des épreuves extrêmes, avec uniquement ses connaissances humaines et sa positivité écrasante, pour continuer de persévérer contre des créatures beaucoup plus fortes qu'elle.

## Personnages
En comptant leur professeur, ils sont 26 à se réincarner dans un nouveau monde.

## Productions et supports

### Light novel

Logo original de la série.

Écrite par Okina Baba, l'histoire est initialement publiée en ligne sur le site au contenu généré par les utilisateurs Shōsetsuka ni narō le 27 mai 2015, et dont la publication est toujours en cours. Kadokawa a acquis les droits d'éditions de la série pour une publication imprimée, et a publié en format light novel avec des illustrations de Tsukasa Kiryu à partir de décembre 2015. À ce jour, seize volumes principaux et un hors-série ont été publiés.
En Amérique du Nord, Yen Press a annoncé durant le Sakura-Con, en avril 2017, l'acquisition de la série pour l'éditer en anglais. Le premier volume est publié en novembre 2017,.

#### Liste des volumes
| no                                                                                   | Japonais          | Japonais                                                                  |
| no                                                                                   | Date de sortie    | ISBN                                                                      |
| ------------------------------------------------------------------------------------ | ----------------- | ------------------------------------------------------------------------- |
| 1                                                                                    | 10 décembre 2015  | 978-4-0407-0829-4                                                         |
| 2                                                                                    | 10 mars 2016      | 978-4-0407-0849-2                                                         |
| 3                                                                                    | 9 juillet 2016    | 978-4-0407-0942-0                                                         |
| 4                                                                                    | 8 octobre 2016    | 978-4-0407-0942-0                                                         |
| 5                                                                                    | 10 février 2017   | 978-4-0407-2186-6                                                         |
| 6                                                                                    | 9 juin 2017       | 978-4-0407-2325-9                                                         |
| 7                                                                                    | 10 octobre 2017   | 978-4-0407-2482-9                                                         |
| 8                                                                                    | 10 mars 2018      | 978-4-0407-2483-6                                                         |
| 9                                                                                    | 10 juillet 2018   | 978-4-0407-2792-9                                                         |
| 10                                                                                   | 10 janvier 2019   | 978-4-0407-2794-3                                                         |
| 11                                                                                   | 10 juillet 2019   | 978-4-0407-2795-0                                                         |
| 12                                                                                   | 10 janvier 2020   | 978-4-0407-3448-4                                                         |
| 13                                                                                   | 10 juillet 2020   | 978-4-0407-3699-0                                                         |
| EX                                                                                   | 10 décembre 2020  | 978-4-0407-3564-1                                                         |
| 14                                                                                   | 10 janvier 2021,  | 978-4-0407-3926-7 (édition standard) 978-4-0407-3932-8 (édition spéciale) |
| EXTRA : L'édition spéciale de ce volume est comprise avec un drama CD.               |                   |                                                                           |
| 15                                                                                   | 10 décembre 2021, | 978-4-04-074354-7 (édition standard) 978-4-04-074371-4 (édition spéciale) |
| EXTRA : L'édition spéciale de ce volume est comprise avec un livret d'illustrations. |                   |                                                                           |
| 16                                                                                   | 8 janvier 2022,   | 978-4-04-074356-1 (édition standard) 978-4-04-074372-1 (édition spéciale) |
| EXTRA : L'édition spéciale de ce volume est comprise avec un livret de nouvelles.    |                   |                                                                           |
| EX2                                                                                  | 10 février 2023   | 978-4-04-074852-8                                                         |

### Manga
Dessiné par Asahiro Kakashi, une adaptation en manga est prépubliée sur le site Young Ace Up de Kadokawa depuis le 22 décembre 2015. Le premier volume tankōbon est sorti en juillet 2016 ; à ce jour, quinze volumes sont disponibles.
En Amérique du Nord, le manga est également édité par Yen Press depuis décembre 2017,. Fin mai 2020, Pika Édition annonce avoir obtenu les droits de la série pour la version française, qu'elle publie dans sa collection Pika Shônen sous le titre So I'm a Spider, So What?, avec une traduction d'Emmanuel Bonavita et dont le premier volume est sorti en septembre 2020,.
Une série dérivée, dessinée par Gratin Tori, est également lancée sur le Young Ace Up le 18 juillet 2019. Intitulée Kumo desu ga, nani ka? Kumoko yonshimai no nichijō (蜘蛛ですが、なにか？ 蜘蛛子四姉妹の日常, litt. « Le Quotidien des Quatre sœurs araignées »), l'histoire suit la protagoniste qui a vu sa conscience se diviser en quatre en utilisant la compétence « Conscience parallèle », chacune ayant acquis une forme physique dans le processus. Le premier volume tankōbon est sorti en mars 2020 ; à ce jour (en 2023), six volumes ont été publiés.

### Anime
Il est rapporté en juillet 2018 que la série recevrait une adaptation en anime selon une bande enveloppante présente sur le cinquième volume du manga et le neuvième volume du light novel,. À son stand de l'Anime Expo de la même année, Kadokawa confirme cela et rajoute le fait qu'il s'agira d'une adaptation en une série télévisée produite par Jōtarō Ishigami. Celle-ci est réalisée par Shin Itagaki chez Millepensee avec Shinichiro Ueda comme assistant réalisateur, les scripts sont écrits par Yūichirō Momose avec la supervision de l'auteur des romans originaux, Okina Baba, tandis que Kii Tanaka s'occupe des character design avec Masahiko Suzuki, Ryō Hirata et Hiromi Kimura qui sont crédités pour le design des monstres, Jean-Baptiste Maunier. Tomohiro Yoshida participe à la série en tant qu'animateur en chef, avec Shinji Nagaoka comme directeur artistique et Chieko Hibi pour le choix des couleurs, tandis que Hideki Imaizumi est le directeur de la photographie et Takashi Sakurai assure le montage,. Kazuo Yamaguchi a la charge de diriger les animations en 3D qui sont produites chez exsa avec l'assistance d'ENGI,. La bande originale est composée par Shūji Katayama,. Vingt-quatre épisodes composent la série, répartis dans quatre coffrets Blu-ray/DVD.
Initialement prévue pour 2020, la diffusion des deux cours consécutifs est repoussée à janvier 2021 en raison de la pandémie de Covid-19 au Japon ayant grandement affecté le calendrier de production de l'anime,. La série est officiellement diffusée au Japon du 8 janvier 2021 au 3 juillet 2021 sur AT-X, Tokyo MX et BS11, et un peu plus tard sur KBS, SUN et TVA,.
Coproductrice de la série, la plateforme Crunchyroll diffuse la série en simulcast parmi ses Crunchyroll Originals dans le monde entier, excepté en Asie,. Depuis le 19 février 2021, des versions doublées en anglais, espagnol, portugais, français et allemand sont également diffusées par la plateforme,, la version doublée en français de la série est réalisée par le studio de doublage Time-Line Factory, sous la direction artistique d'Alan Aubert Carlin, par des dialogues adaptés de Mélanie Bréda et Virginie Stobinsky,. Medialink détient la licence de la série en Asie du Sud-Est et la diffuse sur sa chaîne YouTube Ani-One. En Chine, la série est diffusée par bilibili,.

#### Liste des épisodes
| No | Titre français                                  | Titre japonais                     | Titre japonais                       | Date de 1re diffusion |
| No | Titre français                                  | Kanji                              | Rōmaji                               | Date de 1re diffusion |
| -- | ----------------------------------------------- | ---------------------------------- | ------------------------------------ | --------------------- |
| 1  | Nouvel univers, nouvelle vie ?                  | 転生、異世界？                     | Tensei, isekai?                      | 8 janvier 2021        |
| 2  | Ma maison chérie en feu ?                       | マイホーム、炎上？                 | Mai Hōmu, enjō?                      | 15 janvier 2021       |
| 3  | Un dragon, ça craint ?                          | 地竜 (龍)、ヤバい？                | Chiryū (Ryū), yabai?                 | 22 janvier 2021       |
| 4  | Un singe, ouistiti ?                            | 猿、ホアー？                       | Saru, Hoā?                           | 29 janvier 2021       |
| 5  | Ça a quel goût, le poisson-chat ?               | なまずって、おいしい？             | Namazutte, oishii?                   | 5 février 2021        |
| 6  | Un chevalier et un Roi démon ?                  | 勇者と、魔王？                     | Yūsha to, Maō?                       | 12 février 2021       |
| 7  | Alors les princes, on pète la forme ?           | 王子たち、青春する？               | Ōji-tachi, seishun suru?             | 19 février 2021       |
| 8  | Je suis morte ou pas ?                          | 私、死す？                         | Watashi, Shisu?                      | 26 février 2021       |
| 9  | I can’t speak the language of the other world ? | アイキャントスピーク、イセカイゴ？ | Ai Kyanto Supīku, Isekaigo?          | 5 mars 2021           |
| 10 | C'est qui, ce papy ?                            | このじじい、誰？                   | Kono jijii, dare?                    | 12 mars 2021          |
| 11 | L'affrontement final ?                          | 次回、決戦？                       | Jikai, kessen?                       | 19 mars 2021          |
| 12 | Ça commence seulement ?                         | 私の戦いは、これからだ？           | Watashi no tatakai wa, kore kara da? | 26 mars 2021          |
| 13 | Enfin dehors ! Enfin libre ! Pas vrai ?         | やったー、外だー私は自由……だ？     | Yattā, gaidā watashi wa jiyū…… da?   | 9 avril 2021          |
| 14 | Toi rebelle ? Moi, maso !                       | おまえ反逆？私、自虐               | Omae hangyaku? Watashi, jigyaku      | 16 avril 2021         |
| 15 | La marionnette chelou de Mother ?               | マザー、からの厄介蜘蛛人形？       | Mazā, kara no yakkai kumo ningyō     | 23 avril 2021         |
| 16 | Une longueur d'avance ?                         | フライング、ゲット？               | Furaingu, getto?                     | 30 avril 2021         |
| 17 | Qu'est-ce que je fabrique ?                     | 私、なにしてる？                   | Watashi, nani shiteru?               | 7 mai 2021            |
| 18 | Une bande de sournois ?                         | みんな、腹黒くね？                 | Minna, haraguroku ne?                | 14 mai 2021           |
| 19 | On se fait une réunion des anciens ?            | ひらけ、同窓会？                   | Hirake, dōsōkai?                     | 21 mai 2021           |
| 20 | C'est quand même pas ma faute, si ?             | 私のせいじゃない、よね？           | Watashi no sei ja nai, yo ne?        | 28 mai 2021           |
| 21 | Et moi, j'apparais pas ?                        | 私、出番ないってか？               | Watashi, deban naitte ka?            | 4 juin 2021           |
| 22 | Mais je suis éternelle ?                        | 私よ、永遠に？                     | Watashi yo, towa ni?                 | 11 juin 2021          |
| 23 | Mon ami, mais pourquoi ?                        | 友よ、なぜおまえは……？             | Tomo yo, naze omae wa ......?        | 18 juin 2021          |
| 24 | Je suis toujours une araignée, et alors ?       | まだ蜘蛛ですが、なにか？           | Mada kumo desu ga, nanika?           | 3 juillet 2021        |

#### Musiques
Les chansons pour les opening sont respectivement interprétées par Riko Azuni (ja) et Konomi Suzuki tandis que celles des ending sont interprétées par Aoi Yūki sous le nom de son personnage.
| Épisodes | Début                        | Début           | Fin                                                         | Fin               |
| Épisodes | Titre                        | Artiste(s)      | Titre                                                       | Artiste(s)        |
| -------- | ---------------------------- | --------------- | ----------------------------------------------------------- | ----------------- |
| 1 - 12   | keep weaving your spider way | Riko Azuna (ja) | Ganbare! Kumoko-san no Theme (がんばれ！蜘蛛子さんのテーマ) | Aoi Yūki (Kumoko) |
| 13 - 24  | Bursty Greedy Spider         | Konomi Suzuki   | Genjitsu Totsugeki Hierarchy (現実凸撃ヒエラルキー)         | Aoi Yūki (Kumoko) |

## Accueil
En novembre 2016, la série de light novel est classé troisième dans l'édition de 2017 du guide annuel Kono light novel ga sugoi! de Takarajimasha dans la catégorie tankōbon. L'année suivante, la série est de nouveau classée dans le guide et se retrouve second du classement. En août 2017, la série de manga est classée 18e d'après les votes pour la troisième édition des Next Manga Awards, organisés par le magazine Da Vinci de Media Factory et le site web Niconico. La série de light novel et de manga ont dépassé le 1,2 million d'exemplaires combinés en juillet 2018. En janvier 2020, le tirage total de la franchise s'élève à 1,7 million de copies. En décembre 2020, le tirage de la franchise s'élève à 3 millions de copies.

### Annotations
1. ↑  Les titres français de l'adaptation en anime proviennent de Crunchyroll.

### Œuvres

#### Édition japonaise
Light novel
1. 1 2  (ja) « 蜘蛛ですが、なにか？ », sur Kadokawa
2. 1 2  (ja) « 蜘蛛ですが、なにか？　２ », sur Kadokawa
3. 1 2  (ja) « 蜘蛛ですが、なにか？　３ », sur Kadokawa
4. 1 2  (ja) « 蜘蛛ですが、なにか？　４ », sur Kadokawa
5. 1 2  (ja) « 蜘蛛ですが、なにか？　５ », sur Kadokawa
6. 1 2  (ja) « 蜘蛛ですが、なにか？　６ », sur Kadokawa
7. 1 2  (ja) « 蜘蛛ですが、なにか？　７ », sur Kadokawa
8. 1 2  (ja) « 蜘蛛ですが、なにか？　８ », sur Kadokawa
9. 1 2  (ja) « 蜘蛛ですが、なにか？　９ », sur Kadokawa
10. 1 2  (ja) « 蜘蛛ですが、なにか？　１０ », sur Kadokawa
11. 1 2  (ja) « 蜘蛛ですが、なにか？　１１ », sur Kadokawa
12. 1 2  (ja) « 蜘蛛ですが、なにか？　１２ », sur Kadokawa
13. 1 2  (ja) « 蜘蛛ですが、なにか？　１３ », sur Kadokawa
14. 1 2  (ja) « 蜘蛛ですが、なにか？　Ｅｘ », sur Kadokawa
15. 1 2  (ja) « 蜘蛛ですが、なにか？　１４ », sur Kadokawa
16. 1 2  (ja) « 蜘蛛ですが、なにか？　１４　ドラマCD付き特装版 », sur Kadokawa
17. 1 2  (ja) « 蜘蛛ですが、なにか？ 15 », sur Kadokawa
18. 1 2  (ja) « 蜘蛛ですが、なにか？ 15　イラスト小冊子付き特装版 », sur Kadokawa
19. 1 2  (ja) « 蜘蛛ですが、なにか？ 16 », sur Kadokawa
20. 1 2  (ja) « 蜘蛛ですが、なにか？ 16　短編小説小冊子付き特装版 », sur Kadokawa
21. 1 2  (ja) « 蜘蛛ですが、なにか？　Ｅｘ２ », sur Kadokawa

Manga
Kumo desu ga, nani ka?
1. 1 2  (ja) « 蜘蛛ですが、なにか？　（１） », sur Kadokawa
2. 1 2  (ja) « 蜘蛛ですが、なにか？　（２） », sur Kadokawa
3. 1 2  (ja) « 蜘蛛ですが、なにか？　（３） », sur Kadokawa
4. 1 2  (ja) « 蜘蛛ですが、なにか？　（４） », sur Kadokawa
5. 1 2  (ja) « 蜘蛛ですが、なにか？　（５） », sur Kadokawa
6. 1 2  (ja) « 蜘蛛ですが、なにか？　（６） », sur Kadokawa
7. 1 2  (ja) « 蜘蛛ですが、なにか？　（７） », sur Kadokawa
8. 1 2  (ja) « 蜘蛛ですが、なにか？　（８） », sur Kadokawa
9. 1 2  (ja) « 蜘蛛ですが、なにか？　（９） », sur Kadokawa
10. 1 2  (ja) « 蜘蛛ですが、なにか？　（１０） », sur Kadokawa
11. 1 2  (ja) « 蜘蛛ですが、なにか？　（１１） », sur Kadokawa
12. 1 2  (ja) « 蜘蛛ですが、なにか？　（１２） », sur Kadokawa
13. 1 2  (ja) « 蜘蛛ですが、なにか？　（１３） », sur Kadokawa
14. 1 2  (ja) « 蜘蛛ですが、なにか？　（１４） », sur Kadokawa
15. 1 2  (ja) « 蜘蛛ですが、なにか？　（１５） », sur Kadokawa

Kumo desu ga, nani ka? Kumoko yonshimai no nichijō
1. 1 2  (ja) « 蜘蛛ですが、なにか？ 蜘蛛子四姉妹の日常　（１） », sur Kadokawa
2. 1 2  (ja) « 蜘蛛ですが、なにか？ 蜘蛛子四姉妹の日常　（２） », sur Kadokawa
3. 1 2  (ja) « 蜘蛛ですが、なにか？ 蜘蛛子四姉妹の日常　（３） », sur Kadokawa
4. 1 2  (ja) « 蜘蛛ですが、なにか？ 蜘蛛子四姉妹の日常　（４） », sur Kadokawa
5. 1 2  (ja) « 蜘蛛ですが、なにか？ 蜘蛛子四姉妹の日常　（5） », sur Kadokawa
6. 1 2  (ja) « 蜘蛛ですが、なにか？ 蜘蛛子四姉妹の日常　（6） », sur Kadokawa

#### Édition française
Manga
So I'm a Spider, So What?
1. 1 2  « So I'm a Spider, So What? T01 », sur Pika Édition
2. 1 2  « So I'm a Spider, So What? T02 », sur Pika Édition
3. 1 2  « So I'm a Spider, So What? T03 », sur Pika Édition
4. 1 2  « So I'm a Spider, So What? T04 », sur Pika Édition
5. 1 2  « So I'm a Spider, So What? T05 », sur Pika Édition
6. 1 2  « So I'm a Spider, So What? T06 », sur Pika Édition
7. 1 2  « So I'm a Spider, So What? T07 », sur Pika Édition
8. 1 2  « So I'm a Spider, So What? T08 », sur Pika Édition
9. 1 2  « So I'm a Spider, So What? T09 », sur Pika Édition
10. 1 2  « So I'm a Spider, So What? T10 », sur Pika Édition
11. 1 2  « So I'm a Spider, So What? T11 », sur Pika Édition
12. 1 2  « So I'm a Spider, So What? T12 », sur Pika Édition
13. 1 2  « So I'm a Spider, So What? T13 », sur Pika Édition